# 제조 시장

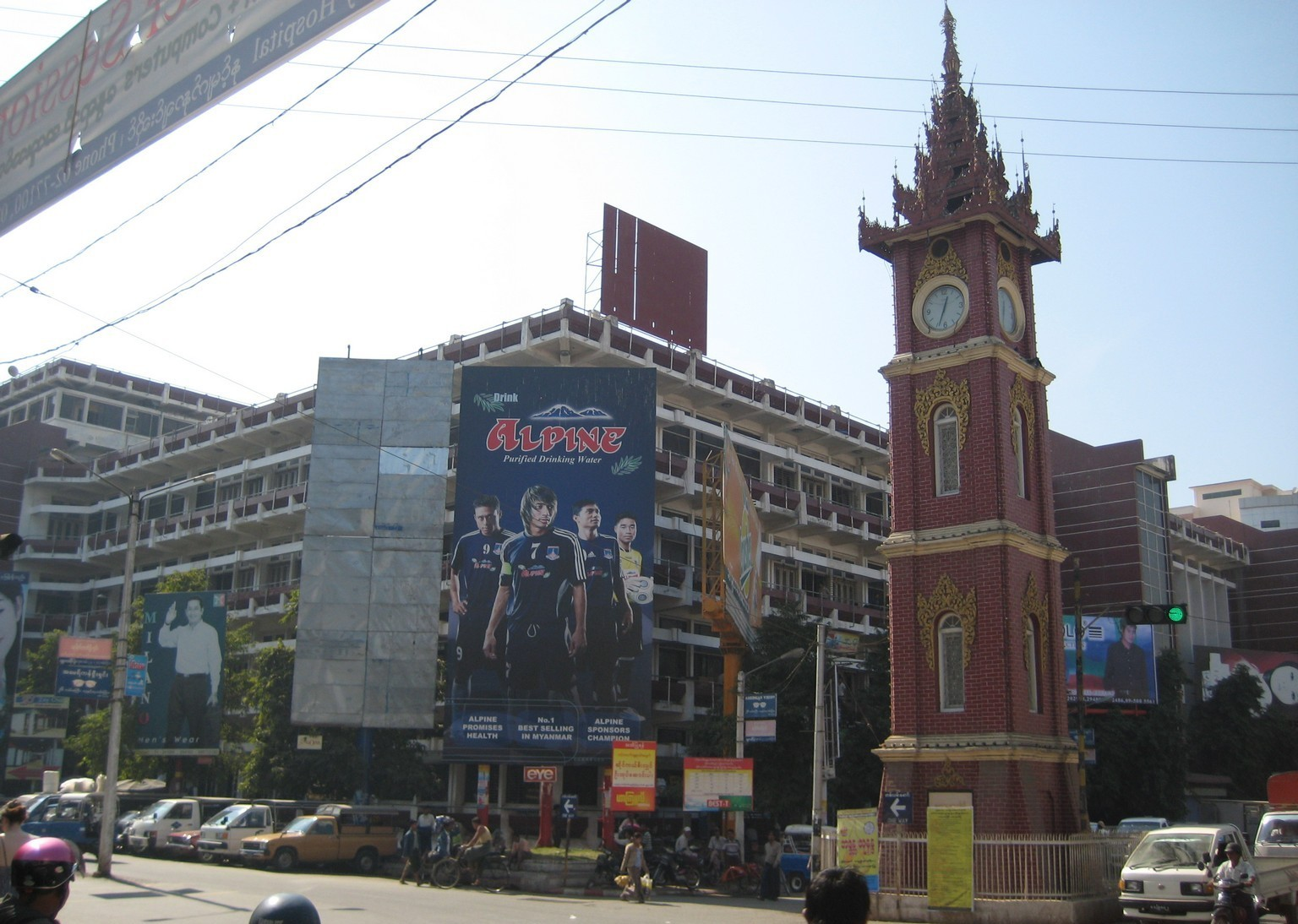

제조 시장은 미얀마 만달레이에서 열리는 시장으로, 1,2층은 잡화, 의류 매장이 많고 3층은 보석 가게와 금은방으로 되어 있다.